# Rolls-Royce Sweptail
La Rolls-Royce Sweptail est un coupé de luxe du constructeur automobile britannique Rolls-Royce. Elle est construite en un seul exemplaire au prix de 11 millions d'euros 

## Présentation
Ce modèle unique est dévoilé en 2017 à l'occasion du Concours d'élégance Villa d'Este . Elle est basée sur la Rolls-Royce Phantom VII  et s'inspire des yachts de luxe des années 1920-1930 .

## Voiture neuve la plus chère du monde
La Sweptail succède à la Rolls-Royce Hyperion au record de voiture neuve la plus chère du monde avec un tarif de plus de 11,5 millions d'euros.